# Свити
Оробланко (Citrus 'Oroblanco') (исп. oro blanco — «белое золото»), также известен как свити (Citrus Sweetie) и помелит (Pomelit) — сорт цитрусовых, выведенный из традиционного гибрида помело с белым грейпфрутом.
Был выведен в 1970-е годы в экспериментальной лаборатории Калифорнийского университета в Риверсайде, патент датирован 1981 годом. Задача, которую ставили селекционеры, заключалась в том, чтобы сделать грейпфрут слаще. Хотя это им вполне удалось, свити до сих пор не превзошёл по популярности обычный грейпфрут — возможно, потому, что в нём, как и в помело, слишком много «отходов» и толстая корка. Плоды свити остаются зелёными даже после полного созревания. Плод более сладкий, чем грейпфрут, и не такой большой, как помело.
В англоязычном мире фрукт известен как «белый грейпфрут» или «оробланко»; в европейских странах фрукт известен под названием «свити» (от англ. sweet — «сладкий»), которое ему дали в 1984 году израильские селекционеры. 